# Entre Rios (ort)
Entre Rios är en ort i Brasilien.   Den ligger i kommunen Entre Rios och delstaten Bahia, i den östra delen av landet, 1 100 km öster om huvudstaden Brasília. Entre Rios ligger 165 meter över havet och antalet invånare är 27 405.
Terrängen runt Entre Rios är platt. Entre Rios är det största samhället i trakten.
Omgivningarna runt Entre Rios är huvudsakligen savann. Runt Entre Rios är det ganska glesbefolkat, med 45 invånare per kvadratkilometer.